# ディスプレイサー・ビースト
ディスプレイサー・ビースト(Displacer beast)は、テーブルトークRPG『ダンジョンズ&ドラゴンズ』(D&D)に登場する架空の魔獣である。

D&D第4版『モンスターマニュアル』(2009)では“所くらましの魔獣”という意味と紹介されている。

## 掲載の経緯
ディスプレイサー・ビーストは1974年のオリジナル・ダンジョンズ&ドラゴンズから、2014年の第5版まで常に登場している。

### D&D オリジナル版(1974-1976)
ディスプレイサー・ビーストはD&D最初のサプリメント『グレイホーク』(1975、未訳)に登場した。そこでは6本の脚、肩から2本の蛸のような吸盤のついた触手が生えているピューマのような生物と紹介されている。

### AD&D 第1版(1977-1988)
アドバンスト・ダンジョンズ&ドラゴンズ（AD&D）第1版では『Monster Manual』(1977、未訳)に登場。実際いる場所から3フィートほど離れた位置にいるように見えるピューマのような生物と紹介された。
『ダンジョン』109号(1986年5月)には“ディスプレイサー・ビーストの生態”特集が寄稿された。

### D&D 第2版(1978-1999)
ディスプレイサー・ビーストは『ダンジョンズ＆ドラゴンズ　ベーシックセット』(1977)、『エキスパートセット』(1981、83)、『ダンジョンズ＆ドラゴンズ　ゲームセット』(1991)、『ダンジョンズ＆ドラゴンズ　ルールエンサイクロペディア』(1991)、『クラシックダンジョンズ＆ドラゴンズ　ゲームセット』(1994)、『ダンジョンズ＆ドラゴンズ　アドベンチャーゲームセット』(1999)に登場している。
なお、新和から出版された日本語版D&Dでは『エキスパートセット』から登場する。

### AD&D 第2版(1989-1999)
AD&D 第2版でディスプレイサー・ビーストは『Monstrous Compendium VolumeⅠ』(1989、邦題『モンスター・コンベンディウムⅠ』)に登場し、『Monstrous Manual』(1993、未訳)に再掲載された。

### D&D 第3版(2000-2002)、D&D 第3.5版(2003-2007)
D&D第3版では『モンスターマニュアル』(2000)に登場し、3.5版でも改訂版『モンスターマニュアル』(2005)に登場した。

この版では、より強力な「ディスプレイサー・ビーストの群れの長」も登場している。
追加の呪文を扱う『Spell Compendium』(2007、邦題『呪文大辞典』)では、ディスプレイサー・ビーストに変身できる“ディスプレイサー・フォーム”(ディスプレイサー・ビーストの形態)なる呪文が掲載された。

### D&D 第4版(2008-)
第4版でもディスプレイサー・ビーストは『モンスター・マニュアル』(2008)に登場している。
フェイワイルドでの冒険を扱った『Player's Option: Heroes of the Feywild』(2011、邦題『プレイヤーズオプション：妖精郷の勇者』では成長とともに様々な能力が付随するキャラクター・テーマの中にフェイ・ビースト・トレーナー(Fey Beast Tamer)というテーマがあり、ディスプレイサー・ビーストを相棒にすることもできる。
また、エッセンシャルズのモンスター集、『Monster Vault』(2010、未訳)では通常の個体に加えて、以下の個体が登場している。
- 獰猛なディスプレイサー・ビースト／Savage Displacer Beast
- ディスプレイサー・ビーストの群長／Displacer Beast Pack Lord

### D&D 第5版(2014-)
D&D第5版では、『モンスター・マニュアル』(2014)に登場している。

## 肉体的特徴
ディスプレイサー・ビーストの体長約9フィート(約2.7m)、体重は約500ポンド(約230kg)。メスはより小柄で体長は8フィート(約2.4m)、体重は450ポンド(約204kg)ほどである。変異体が生まれやすく、群れの長となる個体は体長約20フィート(約6m)にまで成育する。
深い藍色をした筋骨たくましい痩せた黒豹のような動物だが、その足は6本ある。背中からは鞭のような触手が2本生えており、先端にはギザギザの歯のような肉趾が並んでいる。瞳の色は明るく輝く緑色で、ディスプレイサー・ビーストが死んだ後も輝き続ける。

### 所くらましの能力
ディスプレイサー・ビーストは前述の通り、見る者に実際いる場所とは違う位置にいるように錯覚させる能力がある。

D&D第1版『エキスパートセット』ではディスプレイサー・ビーストの皮膚が光を屈折させるためとあり、第3.5版『モンスターマニュアル』では光を屈折させる魔力が周囲で発生しているとある。

## 生態
ディスプレイサー・ビーストはD&D第1版ではニュートラル、第4版でも“無属性”だが、第3版および第3.5版、そして第5版では“秩序にして悪”である。性質は凶暴にして凶悪。他のすべての生物に見境なく襲いかかる肉食獣である。中でもブリンク・ドッグを憎んでおり、見つけたら優先的に攻撃してくる。なぜブリンク・ドッグと険悪な仲なのか、ある者は“秩序にして善”の獣であるブリンク・ドッグとは気質からして対立するという。またある者は互いに転移能力を持っているが故に、2つの能力が同時に発揮された際に互いの神経を乱す波長を出すのではと云う者もいる。いずれにせよ、両者の縄張りはかち合っておらず、遭遇は稀である。
第4版『モンスター・マニュアル』ではフェイワイルド起源の生物だが、地上世界でも鬱蒼とした森林地帯や洞窟の中に生息している。第5版でもファイワイルドにある“トワイライト・ランド”(Twilight lands)を起源としている。その地でアンシーリー・コート(邪悪な妖精)によって捕獲され、猟犬としてユニコーンやペガサスの狩猟に用いられた。だが、奸智に長けたディスプレイサー・ビーストは脱走し、フェイワイルドを放浪しているうちに、シーリー・コート(良き妖精)の地に踏み行るようになる。シーリー・コートとその猟犬たるブリンク・ドッグはディスプレイサー・ビーストをフェイワイルドの僻地へと追いやり、やがて物質界にも現れるようになった。
ディスプレイサー・ビーストは子育ての場合をのぞいて、群れで活動する。彼らの群れは出会う者すべてに襲いかかるが、仲間同士で争うことは決してない。

ディスプレイサー・ビーストは秋に交尾し、洞窟に巣を構えて春に1〜4匹の子供を産む。生まれたての子供には触手がなく、成育するまでに4ヶ月ほどかかる。子供は所くらましの能力が開花するまで巣に留まり、両親から狩りの手法を学ぶ。子供が十分に成育すると一家は離散し、それぞれが新たに所属する群れを求めて旅立っていく。
悪の知性的な種族はディスプレイサー・ビーストを飼い慣らそうとするが、ディスプレイサー・ビーストは自らに有益だと判断した時のみに盟約を結ぶ。彼らは金庫番や護衛を任される。
ディスプレイサー・ビーストの皮革は有用な魔法的触媒となり、魔術師や錬金術師はこぞってこれを求める。『エキスパートセット』にはこの魔獣の能力に似た力を出す“ディスプレイサー・クローク”がマジックアイテムとして紹介され、「アイテムの種類+魔法の効果」を組み合わせる形式になった第4版でも装備品ガイド、『冒険者の宝物庫』で同等の効果が得られる鎧用の魔法の効果として“ディスプレイス・アーマー”が掲載されている。盗賊たちはディスプレイサー・ビーストの目玉を探知から護る幸運のお守りとして身につける。

## D&D世界でのディスプレイサー・ビースト

### エベロンでのディスプレイサー・ビースト
エベロンの世界で諜報活動を生業としているエルフのチュラーニ氏族はディスプレイサー・ビーストを紋章獣としている。

## コンピュータゲームでのディスプレイサー・ビースト
D&Dを元にしたアーケードゲーム「ダンジョンズ&ドラゴンズ タワーオブドゥーム（以下TOD）」及び続編「ダンジョンズ&ドラゴンズ シャドーオーバーミスタラ（以下SOM）」にボスとして登場する。ゲーム上での名前は「ディスプレッサービースト」になっており、表記は“D.Beast”と省略されている。ゲーム中では並んだ2体のディスプレイサー・ビーストが同じルーチンで動くことで所くらましの能力が再現されている。本体側には影があるので、見破ることが可能。
TODでは第2ステージのクルス砦ルート、SOMでは第7ステージ「魔獣が住む森」のボス。
SOMでは特定の攻撃でダウンさせたり撃破したりした場合、一定確率で“ディスプレッサークローク”(ゲーム中では弓矢や投石などの飛び道具を無効化する)と交換できる“Dビーストの皮”や、インビジビリティ(透明になる魔法)の呪文効果中に最大2回まで効果を持続したまま攻撃ができる消費アイテム“Dビーストの眼”を落とす。
AD&DベースのPCゲームプール・オブ・レイディアンス、カース・オブ・アジュア・ボンドに登場。HP35、AC2。特殊能力はない。(恐らく、低いACで所くらまし能力を再現させていると考えられる。)

## マジック:ザ・ギャザリング
マジック:ザ・ギャザリングでD&D世界を扱った拡張セット、『フォーゴトン・レルム探訪』（2021年）にディスプレイサー・ビーストは青カードのクリーチャーとして登場している。

## 元ネタ
ディスプレイサー・ビーストはA・E・ヴァン・ヴォークトの古典SF小説『宇宙船ビーグル号の冒険』第1話、「黒い破壊者」に登場する猫型生物、クァールに影響されたとある。

## 認可
ディスプレイサー・ビーストはウィザーズ・オブ・ザ・コースト社が提唱するオープンゲームライセンスの“製品の独自性(Product Identity)”によって保護されており、オープンソースとして使用できない。